# Manami Yoshī
Manami Yoshī (吉井愛美 Cát Tỉnh Ái Mỹ) (sinh ngày 11/11/1981 tại Tokyo, Nhật Bản) là một diễn viên khiêu dâm nổi tiếng người Nhật Bản.

## Cuộc sống và sự nghiệp
Phim người lớn đầu tiên của Yoshii phát hành tháng 11 năm 2000 mang tên Growing Up Journal, sau đó tới phim Water Fruit (12/2000).
Khi được hỏi điều gì là khó khăn nhất khi đóng phim người lớn, Yoshii trả lời "tôi nghĩ đó là khi tôi đóng vai không phù hợp với tính cách của mình".

## Các phim đã đóng
| Tên Video | Công ty                                      | Đạo diễn                        | Ngày phát hành                                            |
| --- | -------------------------------------------- | ------------------------------- | --------------------------------------------------------- |
| Growing Up Journal 成長日記                                                                                         | KUKI Tank KT-480                             | Gihito Omura                    | ngày 22 tháng 11 năm 2000                                 |
| Water Fruit | KUKI Vinl JF-370                             | Shibato Taiyo                   | ngày 29 tháng 12 năm 2000                                 |
| I Want to Get Lost 迷子になりたい                                                                                   | KUKI Tank KT-494                             | Ryo                             | ngày 29 tháng 1 năm 2001                                  |
| Origin 原点 | KUKI Tank KT-505                             | Jango                           | ngày 30 tháng 3 năm 2001                                  |
| Girls Just Can't Help It: Super High School Girls 妹はガマンできない女子校生スーパー                                | Alice Japan Babylon KR-9148                  | Yuji Sakamoto                   | ngày 24 tháng 4 năm 2001                                  |
| Dangerous Looked-Up Room 危ない密室                                                                                 | Alice Japan Babylon KR-9150                  | Hajime Kokuto (Hajime Kunisaki) | ngày 18 tháng 5 năm 2001                                  |
| Busty TANK Angels 9 乳TANKの天使たち 9 With Akira Watase, Marie Takano, Milk Ichigo, Nakamura Usagi & Rara Kusakari | KUKI Tank KT-516                             | Jango                           | ngày 16 tháng 6 năm 2001                                  |
| The Palpitation... ときめき・・・                                                                                   | Big Morkal SBM-91                            | Toshiki Fujimaru                | ngày 29 tháng 6 năm 2001                                  |
| The Bondage Game 監禁遊戯                                                                                           | Cosmos Plan IG-30                            | Toru Kosakai                    | ngày 8 tháng 9 năm 2001                                   |
| No Cut!! ノーカット！！ DVD compilation of her earlier videos Growing Up Journal, I Want to Get Lost and Origin     | KUKI KTD-008                                 |                                 | ngày 14 tháng 9 năm 2001                                  |
| Face 43 | Audaz Face FAD-043                           |                                 | ngày 20 tháng 12 năm 2001                                 |
| Dream Woman Vol.4 ドリームウーマンVOL.4                                                                             | Moodyz Imperial MDID-119                     | Alala Kurosawa                  | ngày 15 tháng 4 năm 2002                                  |
| Lolita Play Vol.02 ロリ汁ごっこ Vol.02                                                                              | Waap Entertainment Jelly JLD-010             | KINGDOM                         | ngày 3 tháng 5 năm 2002                                   |
| Monthly Manami Yoshii 月刊 吉井愛美                                                                                 | VIP VIP-123 (VHS) VIPD-100 (DVD)             | Takeshi Kato                    | VHS:ngày 17 tháng 5 năm 2002 DVD:ngày 21 tháng 6 năm 2002 |
| View More をいぢる。                                                                                                | Moodyz Imperial MDID-128                     | Akira Shibahara                 | ngày 22 tháng 5 năm 2002                                  |
| New Idol Rape Cruel Story 新人アイドルレイプ 業界残酷物語                                                           | Attackers Shark SHK-157 (VHS) SHKD-157 (DVD) |                                 | ngày 8 tháng 6 năm 2002                                   |
| Teasing Young Lady いじめっ娘                                                                                       | Moodyz Imperial MDID-140                     | Koushirou                       | ngày 15 tháng 7 năm 2002                                  |
| Black Semen in L.A. ブラックザーメン in L.A.                                                                        | Moodyz Wild MDWD-036                         | Sumioshin                       | ngày 15 tháng 8 năm 2002                                  |
| Back! Hip! Fuck! Compilation with several other actresses                                                           | Moodyz Best MDED-028                         |                                 | ngày 15 tháng 11 năm 2002                                 |
| Star Box 20 Compilation                                                                                             | Waap Entertainment SBD-020                   |                                 | ngày 20 tháng 11 năm 2002                                 |
| Immoral Angels 52 インモラル天使５２                                                                                | CineMagic Collect VS-698                     | Shinichi Kawamura               | ngày 13 tháng 12 năm 2002                                 |
| Beverly Hills Fuck Around ビバリーヒルズ乱交白書                                                                    | Moodyz Wild MDWD-041                         | Sumioshin                       | ngày 15 tháng 12 năm 2002                                 |
| Monthly Best Collection 2 月刊 総集編 2 Compilation with 5 other actresses                                          | VIP VIP-152                                  | Takeshi Kase                    | ngày 17 tháng 1 năm 2003                                  |
| Monthly Best Collection 月刊 総集編 DVD compilation with 5 other actresses                                          | Media Bank VIP VIPD-144                      |                                 | ngày 14 tháng 2 năm 2003                                  |
| The Obedient Servant 5 服従の奉仕メイド５                                                                           | CineMagic Collect VS-706                     | Yutaka Akiyama                  | ngày 28 tháng 2 năm 2003                                  |
| Monthly Deep Throat 月刊 ディープスロート Compilation with several other actresses                                  | VIP VIP-189                                  | Takeshi Kase                    | ngày 15 tháng 8 năm 2003                                  |
| Monthly Endless Ecstasy 月刊 エンドレスエクスタシー Compilation with 11 other actresses                             | VIP VIP-196                                  | Takeshi Kase                    | ngày 16 tháng 9 năm 2003                                  |
| Best of Immoral Angels 11 ベスト・オブ・インモラル天使１１ Compilation                                              | CineMagic Collect VS-752                     |                                 | ngày 25 tháng 6 năm 2004                                  |